# غواصة يو-3 (ألمانيا)
يو3 كانت الغواصة الألمانية الثالثة التي أنشأتهاالإمبراطورية الألمانية في تاريخها، وأول غواصتين في فئتها. تم بناء السفينة بواسطة Kaiserliche Werft Danzig وتم إطلاقها في 27 مارس 1909. بدأت يو-3 مسيرتها المهنية في الحرب العالمية الأولى كقارب تدريب من 1 أغسطس 1914 حتى 11 نوفمبر 1918. في 1 ديسمبر 1918، تم سحب الغواصة المستسلمة لبرستون ليتم تدميرها وإغراقها. وعلى عكس أول تصميمين لغواصات يو بوت ، تم تصميم التصميم الثالث بمدفع من طراز 5 ملم أس كيه أل/40. 